# Нільтава білохвоста
Нільтава білохвоста (Leucoptilon concretum) — вид горобцеподібних птахів родини мухоловкових (Muscicapidae). Мешкає в Південно-Східній Азії. Раніше цей вид відносили до роду Гірська нільтава (Cyornis), однак за результатами молекулярно-генетичного дослідження, результати якого були опубліковані у 2021 році, його було переведено до новоствореного монотипового роду Leucoptilon.

## Підвиди
Виділяють три підвиди:
- L. c. cyaneus (Temminck, 1820) — від Північно-Східної Індії до північного Індокитаю і південного Таїланду;
- L. c. concretus (Temminck, 1820) — Малайський півострів, Суматра;
- L. c. everetti Hartert, E, 1904 — Калімантан.

## Поширення і екологія
Білохвості нільтави живуть в рівнинних і гірських тропічних лісах.